# Baiocco

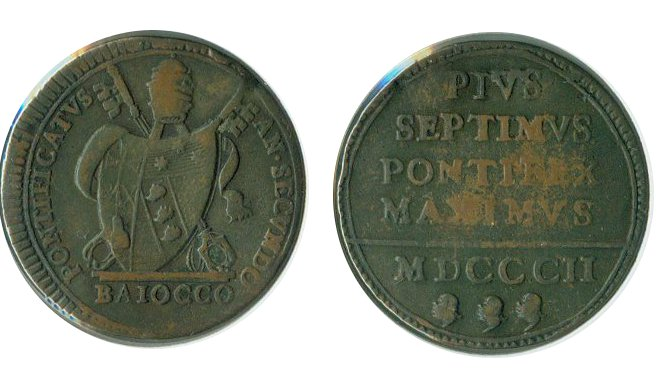
Baiocco

Baiocco – pierwotnie nazwa srebrnych, włoskich monet bolognini z ok. 1420 r., bitych w Sulmonie i Sarze, od ok. 1450 r. – wykorzystywana dla monet papieskich.

W latach 1725–1866 baiocco było papieską monetą bitą w miedzi. W okresie tym wielokrotności baiocco bito w srebrze.